# Hermann Gmeiner
Hermann Gmeiner (ur. 23 czerwca 1919 w Vorarlbergu, zm. 1986 w Innsbrucku) – austriacki działacz społeczny, twórca idei wiosek dziecięcych.

## Życiorys
Urodził się w wielodzietnej rodzinie chłopskiej. Jego matka zmarła, gdy był jeszcze młodym chłopcem, a jego najstarsza siostra Elsa podjęła się zadania opieki nad najmłodszymi dziećmi. Był utalentowanym dzieckiem i zdobył stypendium, by uczęszczać do gimnazjum.
Podczas II wojny światowej walczył po stronie nazistów niemieckich na froncie wschodnim, gdzie miały miejsce liczne zbrodnie wojenne. Został skonfrontowany z izolacją i cierpieniem sierot wojennych oraz bezdomnych dzieci. Wyrobiło to w nim przekonanie, że pomoc nigdy nie może być skuteczna, dopóki dzieci muszą dorastać bez własnego domu. Zaczął więc wprowadzać w życie swój główny pomysł: SOS Wioski Dziecięce.
Mając tylko 600 austriackich szylingów (około 40 ówczesnych dolarów amerykańskich) założył w 1949 stowarzyszenie wiosek dla dzieci. W tym samym roku położono kamień węgielny pod budowę pierwszej wioski dziecięcej w Imst w Tyrolu. Jego praca z dziećmi i rozwój organizacji sprawiły, że ostatecznie zrezygnował z dokończenia studiów medycznych, na które brakowało mu czasu.
W następnych dziesięcioleciach jego życie było nierozerwalnie związane z zaangażowaniem w rozwój koncepcji wiosek dziecięcych. Pełnił m.in. funkcję dyrektora pierwszej wioski w Imst, zorganizował budowę kolejnych wiosek w Austrii i pomógł zakładać je w innych europejskich państwach. W kolejnych latach inicjował rozprzestrzenienie idei wiosek poza Europę. Np. kampania Ziarna ryżu pozwoliła zgromadzić wystarczającą ilość funduszy, by w 1963 zbudować w Daegu w Korei Południowej pierwszą nieeuropejską wioskę dziecięcą. Następnie zrealizował kolejne wioski w Afryce i Ameryce Południowej.
W 1985 rezultatem jego prac było funkcjonowanie 233 wiosek w 85 krajach Świata. W uznaniu za zasługi dla osieroconych i porzuconych dzieci był wielokrotnie nagradzany. Zmarł w 1986 i został pochowany na terenie wioski dziecięcej w Imst.